# Bitry (Oise)
Bitry è un comune francese di 314 abitanti situato nel dipartimento dell'Oise della regione dell'Alta Francia.

## Società

### Evoluzione demografica
Abitanti censiti